# 夢魘絕鎮
《夢魘絕鎮》（英語：From；風格化為FROM）是一部由約翰·格里芬（John Griffin）開創的美國科幻恐怖劇集。本劇由哈羅·佩里紐、卡塔琳娜·桑地诺·莫雷诺、伊昂·拜利、大衛·阿爾佩、伊麗莎白·桑德斯、尚恩·馬宗德、史考特·麥考德、里奇·何、克蘿伊·范·蘭德肖特（Chloe Van Landschoot）、佩加·加福里（Pegah Ghafoori）、科特翁·摩爾（Corteon Moore）、漢娜·切拉米（Hannah Cheramy）、西蒙·韋伯斯特（Simon Webster）、艾弗里·康拉德（Avery Konrad）、保羅·津諾（Paul Zinno）和伊麗莎白·莫伊（Elizabeth Moy）共同主演，第一季於2022年2月20日在Epix首播。本劇的故事和佩里諾的演技獲得評論家的普遍好評。
2022年4月，Epix宣佈續訂第二季，並於更名後的MGM+平臺播出。2024年4月，宣布續訂的第三季將於2024年秋季開播。

## 概要
在美國中部存在著一個噩夢般的小鎮，每個進入小鎮的人都會被困住無法離開。小鎮中的居民不但要應對無法離開的困境，他們還要面對來自於周圍森林的威脅——一種在日落後出現且擁有著人類外貌的恐怖怪物。在被周遭環境帶來的窒息感包圍下，居民們只能努力生存並尋找出路。

## 演員與角色

### 主要角色
- 哈羅·佩里紐 飾演 博伊德·史提芬斯（Boyd Stevens）：鎮區的警長和事實上的鎮長，有阿富汗戰爭與伊拉克戰爭的參戰經驗。會盡自己最大的努力保護小鎮裡面的居民。
- 卡塔琳娜·桑地诺·莫雷诺 飾演 塔比莎·馬菲士（Tabitha Matthews）：吉姆的妻子以及茱莉和伊芬兩姊弟的母親，是與家人一起來到小鎮的新來者。這家人前陣子剛失去了最小的兒子湯瑪斯。
- 伊昂·拜利 飾演 占·馬菲士（Jim Matthews）：塔比莎的丈夫以及茱莉和伊芬兩姊弟的父親，是與家人一起來到小鎮的新來者。
- 大衛·阿爾佩（英语：David Alpay） 飾演 傑德（Jade）：與馬菲士一家同時來到小鎮的新來者，一個非常富有的軟件開發人員，態度非常傲慢和粗暴，但會為離開小鎮而奮鬥。
- 伊麗莎白·桑德斯（英语：Elizabeth Saunders） 飾演 當娜（Donna）：“聚居之屋”的負責人。
- 尚恩·馬宗德（英语：Shaun Majumder） 飾演 卡特里神父（Father Khatri）：住在鎮區的社區神父。
- 史考特·麥考德（英语：Scott McCord） 飾演 維克多（Victor）：“聚居之屋”中一個非常奇怪的成員，從小在這裡長大，是被困在這最久的人。心智上仍宛如孩童。
- 里奇·何（英语：Ricky He） 飾演 堅尼·劉（Kenny Liu）：住在鎮區的社區副警長，博伊德的得力助手。喜歡克莉絲蒂。
- 克蘿伊·范·蘭德肖特（Chloe Van Landschoot） 飾演 姬絲迪（Kristi）：住在鎮區的唯一醫生，管理鎮上的診所。原為醫學系三年級學生，在外頭的世界有個未婚妻。
- 佩加·加福里（Pegah Ghafoori） 飾演 花地瑪（Fatima）：“聚居之屋”的成員，是唐娜在聚居之屋中的得力助手。艾利斯的女友。
- 科特翁·摩爾（Corteon Moore） 飾演 艾利斯·史提芬斯（Ellis Stevens）：博伊德的兒子，選擇住在“聚居之屋”而不是與父親一起住在鎮區。
- 漢娜·切拉米（Hannah Cheramy） 飾演 茱莉·馬菲士（Julie Matthews）：塔比莎和占的女兒以及伊芬的姐姐，是與家人一起來到小鎮的新來者，選擇住在“聚居之屋”。
- 西蒙·韋伯斯特（Simon Webster） 飾演 伊芬·馬菲士（Ethan Matthews）：塔比莎和占的兒子以及茱莉的弟弟，是與家人一起來到小鎮的新來者。
- 艾弗里·康拉德（Avery Konrad） 飾演 莎拉·邁爾斯（Sara Myers）：餐館的一名員工並與哥哥彌敦住在鎮區。能聽到某種超自然存在的聲音，要她去殺害別人。
- 保羅·津諾（Paul Zinno） 飾演 彌敦·邁爾斯（Nathan Myers）：莎拉的哥哥，住在鎮區並負責照料農場動物。
- 姜利伯（Elizabeth Moy） 飾演 劉天晨（Tian-Chen Liu）：堅尼的母親，鎮區餐館與儲藏室的負責人。
- 納桑·D·西蒙斯（Nathan D. Simmons） 飾演 埃爾金（Elgin）：第二季登場。公車乘客之一，在抵達小鎮前做了預知夢。
- 黛博拉·格羅夫（英语：Deborah Grover） 飾演 蒂莉（Tillie）：第二季登場。公車乘客之一，表現得無憂無慮的老婦人。
- 安潔拉·摩爾（Angela Moore） 飾演 芭克塔（Bakta）：第二季登場。公車女司機，帶著一整車的乘客誤闖小鎮。
- 凱蘭·歐姆（Kaelen Ohm） 飾演 瑪莉艾莉（Marielle）：第二季登場。公車乘客之一，兒科護士，克莉絲蒂的未婚妻。擁有藥物戒斷症狀。
- A·J·西蒙斯（A.J. Simmons） 飾演 蘭德爾（Randall）：第二季登場。公車乘客之一，暴躁易怒，時常與人發生衝突的青年。

### 常設角色
- 沃克斯·史密斯（Vox Smith） 飾演 白衣男孩（boy in white）：出現在鎮上的神祕存在，只有伊芬、維克多、莎拉和塔比莎曾見過他。
- 傑米·麥奎爾（Jamie McGuire） 飾演 微笑的生物（Smiley Creature）：出現在鎮上的「怪物」之一，和其他怪物同樣有著人類外型並笑臉迎人。是第一個被人類殺死的怪物。
- 里德·普萊斯（Reid Price） 飾演 湯姆（Tom）：鎮區的酒保。
- 辛西婭·希門尼斯-希克斯（Cynthia Jimenez-Hicks） 飾演 楚迪（Trudy）：“聚居之屋”的居民。
- 卡特琳娜·巴科利亞斯（Katerina Bakolias） 飾演 克拉拉（Clara）：“聚居之屋”的友善居民。
- 克里夫·桑德斯（Cliff Saunders） 飾演 戴爾（Dale）：“聚居之屋”的暴躁居民。
- 馬蒂亞斯·費內斯（Matthias Fenez） 飾演 馬蒂亞斯（Matthias）：“聚居之屋”的持槍守衛。
- 扎克·法耶（Zach Faye） 飾演 雷吉（Reggie）：與妻子寶拉一同住在鎮區的居民。在妻子於睡夢中神秘死去後，精神陷入崩潰。

### 客串角色
- 鮑勃·曼（Bob Mann） 飾演 法蘭·普拉特（Frank Pratt）：住在鎮區的醉漢，妻子和女兒在馬菲士一家和傑德到達的前一天晚上被怪物殺死。
- 西蒙·辛恩（Simon Sinn） 飾演 劉炳謙（Bing-Qian Liu）：堅尼的父親和天晨的丈夫，患有癡呆症，住在鎮區的診所。
- 寇比·康拉德（Colby Conrad） 飾演 托比·麥克雷（Tobey McCray）：與傑德乘坐同一輛車子的友人。
- 潔西卡·巴瑞（Jessica Barry） 飾演 吉娜（Gina）：鎮區的居民，在診所幫忙照顧劉炳謙。
- 克里斯多福·海耶斯（Christopher Hayes） 飾演 凱文（Kevin）：“聚居之屋”的居民，愛上了其中一個怪物。
- 茉莉·鄧斯沃斯（英语：Molly Dunsworth） 飾演 潔絲敏（Jasmine）：凱文所愛上的女性外表「怪物」。
- 莉莎·萊德（英语：Lisa Ryder） 飾演 艾比·史提芬斯（Abby Stevens）：博伊德的妻子與艾利斯的母親。曾為美國海軍陸戰隊成員。在試圖殺死艾利斯的時候被博伊德開槍打死，其後不斷出現在博伊德的幻覺當中。
- 羅伯特·維拉克（Robert Verlaque） 飾演 馬丁（Martin）：第二季登場。被綁在一個神祕空間當中、受盡折磨的男人。
- 西穆斯·帕特森（Seamus Patterson） 飾演 布里克（Brick）：第二季登場。公車乘客之一，患有幽閉恐懼症。
- 菲比·雷克斯（Phoebe Rex） 飾演 凱莉（Kelly）：第二季登場。公車乘客之一，布萊恩的女友。
- 塔拉斯·萊修克（Taras Lesiuk） 飾演 布萊恩（Brian）：第二季登場。公車乘客之一，凱莉的男友。

## 集數
| 季數 | 集数 | 集数 | 首播日期      | 首播日期       | 首播日期 |
| 季數 | 集数 | 集数 | 首映          | 季终           | 电视网   |
| ---- | ---- | ---- | ------------- | -------------- | -------- |
| 1    | 10   | 10   | 2022年2月20日 | 2022年4月10日  | Epix     |
| 2    | 10   | 10   | 2023年4月23日 | 2023年6月25日  | MGM+     |
| 3    | 10   | 10   | 2024年9月22日 | 2024年11月24日 | MGM+     |

### 第一季（2022年）
| 總集數 | 集數 （季） | 標題                          | 導演            | 編劇                                | 首播日期      |
| --- | ----------- | ----------------------------- | --------------- | ----------------------------------- | ------------- |
| 1 | 1           | Long Day's Journey Into Night | 傑克·本德       | 約翰·格里芬                         | 2022年2月20日 |
| 在駕駛前往另一個州途中，由父親占、母親塔比莎以及孩子茱莉和伊芬組成的馬菲士一家繞道離開高速公路，發現自己來到了一個小鎮。當地警長博伊德指示他們沿著道路返回高速公路。當馬菲士一家繼續開著他們的房車時，他們卻發現自己反覆回到鎮上，直到他們遇到另一輛車從對面駛來，他們為躲避而發生車禍。鎮上的人趕來幫忙，把另一輛車的乘客杜比和傑德帶回鎮上，而伊芬因腿部嚴重受傷而無法動彈，博伊德和鎮上的醫生姬絲迪決定與占一起在翻倒的房車裡陪伴伊芬。杜比後來在診所被居民莎拉謀殺。在回小鎮的路上，副警長堅尼駕駛的汽車駛過路上留給房車的釘條，促使堅尼、塔比莎、茱莉、鎮上的牧師卡特里神父、傑德和博伊德疏遠的兒子艾利斯在天黑前徒步奔向“聚居之屋”。夜幕降臨，此時在房車附近突然有一群“陌生人”接近博伊德他們。 |             |                               |                 |                                     |               |
| 2 | 2           | The Way Things Are Now        | 傑克·本德       | 約翰·格里芬                         | 2022年2月20日 |
| 3 | 3           | Choosing Day                  | 傑克·本德       | 約翰·格里芬                         | 2022年2月20日 |
| 4 | 4           | A Rock and a Farway           | 傑克·本德       | 哈維爾·格里洛-馬爾克斯              | 2022年2月27日 |
| 5 | 5           | Silhouettes                   | 布拉德·特納     | 薇薇安·李（Vivian Lee）                       | 2022年3月6日  |
| 6 | 6           | Book 74                       | 布拉德·特納     | 約翰·格里芬                         | 2022年3月13日 |
| 7 | 7           | All Good Things               | 珍妮弗·廖（Jennifer Liao）   | 薇薇安·李、約翰·格里芬              | 2022年3月20日 |
| 8 | 8           | Broken Windows, Open Doors    | 珍妮弗·廖       | 哈維爾·格里洛-馬爾克斯、約翰·格里芬 | 2022年3月27日 |
| 9 | 9           | Into The Woods                | 傑夫·倫弗羅（Jeff Renfroe） | 約翰·格里芬                         | 2022年4月3日  |
| 10 | 10          | Oh, the Places We'll Go       | 傑夫·倫弗羅     | 約翰·格里芬                         | 2022年4月10日 |

### 第二季（2023年）
| 總集數 | 集數 （季） | 標題                        | 導演                                     | 編劇                                                        | 首播日期      |
| ------ | ----------- | --------------------------- | ---------------------------------------- | ----------------------------------------------------------- | ------------- |
| 11     | 1           | Strangers in a Strange Land | 傑克·本德                                | 劇本創作 ：約翰·格里芬 & 傑夫·平克納 故事構思 ：約翰·格里芬 | 2023年4月23日 |
| 12     | 2           | The Kindness of Strangers   | 傑克·本德                                | 劇本創作 ：約翰·格里芬 & 傑夫·平克納 故事構思 ：約翰·格里芬 | 2023年4月30日 |
| 13     | 3           | Tether                      | 亞歷山德拉·拉·羅奇（Alexandra La Roche） | 劇本創作 ：約翰·格里芬 & 傑夫·平克納 故事構思 ：約翰·格里芬 | 2023年5月7日  |
| 14     | 4           | This Way Gone               | 亞歷山德拉·拉·羅奇                       | 劇本創作 ：約翰·格里芬 & 傑夫·平克納 故事構思 ：約翰·格里芬 | 2023年5月14日 |
| 15     | 5           | Lullaby                     | 傑克·本德                                | 約翰·格里芬 & 薇薇安·李                                     | 2023年5月21日 |
| 16     | 6           | Pas de Deux                 | 傑克·本德                                | 劇本創作 ：約翰·格里芬 & 傑夫·平克納 故事構思 ：約翰·格里芬 | 2023年5月28日 |
| 17     | 7           | Belly of the Beast          | 布拉德·特納                              | 劇本創作 ：約翰·格里芬 & 傑夫·平克納 故事構思 ：約翰·格里芬 | 2023年6月4日  |
| 18     | 8           | Forest for the Trees        | 布拉德·特納                              | 約翰·格里芬 & 薇薇安·李                                     | 2023年6月11日 |
| 19     | 9           | Ball of Magic Fire          | 傑克·本德                                | 劇本創作 ：約翰·格里芬 & 傑夫·平克納 故事構思 ：約翰·格里芬 | 2023年6月18日 |
| 20     | 10          | Once Upon a Time?           | 傑克·本德                                | 約翰·格里芬 & 傑夫·平克納                                   | 2023年6月25日 |

### 第三季（2024年）
| 總集數 | 集數 （季） | 標題                     | 導演               | 編劇                                          | 首播日期       |
| ------ | ----------- | ------------------------ | ------------------ | --------------------------------------------- | -------------- |
| 21     | 1           | Shatter                  | 傑克·本德          | 約翰·格里芬 & 傑夫·平克納                     | 2024年9月22日  |
| 22     | 2           | When We Go               | 傑克·本德          | 約翰·格里芬 & 傑夫·平克納                     | 2024年9月29日  |
| 23     | 3           | Mouse Trap               | 傑克·本德          | 約翰·格里芬 & 布里吉特·哈尔斯(Brigitte Hales) | 2024年10月6日  |
| 24     | 4           | There and Back Again     | 傑克·本德          | 約翰·格里芬 & Kristen Layden                  | 2024年10月13日 |
| 25     | 5           | The Light of Day         | 亞歷山德拉·拉·羅奇 | 約翰·格里芬 & 布里吉特·哈尔斯                 | 2024年10月20日 |
| 26     | 6           | Scar Tissue              | 亞歷山德拉·拉·羅奇 | 約翰·格里芬 & Kristen Layden                  | 2024年10月27日 |
| 27     | 7           | These Fragile Lives      | 布鲁斯·麦克唐纳德  | 約翰·格里芬 & 傑夫·平克納                     | 2024年11月3日  |
| 28     | 8           | Thresholds               | 布鲁斯·麦克唐纳德  | 約翰·格里芬 & 傑夫·平克納                     | 2024年11月10日 |
| 29     | 9           | Revelations: Chapter One | 傑克·本德          | 約翰·格里芬 & 傑夫·平克納                     | 2024年11月17日 |
| 30     | 10          | Revelations: Chapter Two | 傑克·本德          | 約翰·格里芬 & 傑夫·平克納                     | 2024年11月24日 |

## 製作
2018年6月7日，YouTube Red宣布開發由約翰·格里芬開創的劇集《夢魘絕鎮》（英語：From），這是製作公司Midnight Radio和罗素兄弟的AGBO之間整體交易的一部分。2021年4月，在YouTube Red（現為YouTube Premium）將其編入無劇本規劃之後，該劇集轉交Epix負責開發。該項目獲得由10集組成的劇集預訂，而傑克·本德將執導前四集。2021年5月，哈羅·佩里紐、伊昂·拜利和卡塔琳娜·桑地诺·莫雷诺確認加盟本劇陣容出演主角。2021年7月，Epix宣佈尚恩·馬宗德、伊麗莎白·桑德斯、艾弗里·康拉德（Avery Konrad）、漢娜·切拉米（Hannah Cheramy）、里奇·何、西蒙·韋伯斯特（Simon Webster）、克蘿伊·范·蘭德肖特（Chloe Van Landschoot）和佩加·加福里（Pegah Ghafoori）加入演員陣容。
2021年5月的最後一周，劇組在新斯科舍省哈利法克斯開始第一季的拍攝。第一季主要拍攝地點位於下薩克維爾近郊社區的海狸銀行和薩克維爾河附近。克里斯·提爾頓創作了本劇片頭曲“Que Sera, Sera”的樂譜，並由小妖精乐队演奏。
2022年4月24日，Epix宣佈續訂第二季。。
2023年6月29日，MGM+宣布續訂第三季，並於2024年9月22日首播。

## 發行
本劇於2022年2月20日在美國Epix首播；其隨後在Netflix上線。在澳大利亞，本劇於2022年5月27日在Stan上線。在英國，本劇於2022年7月26日在Sky Sci-Fi上播出。在加拿大，本劇在Paramount+上串流播放。

## 迴響
《夢魘絕鎮》收到多數影評人的好評。根据評論匯總网站爛番茄汇总的21篇评论文章，95%的评论家给予《夢魘絕鎮》第一季正面评价，使之獲得「認證新鮮」標識，平均打分为6.70分（满分10分）第一季在Metacritic網站上得到「普遍讚譽」，獲得了63/100分（7位影評人）。

### 獲獎與提名
| 年份 | 獎項   | 類別                                    | 入圍者       | 結果 | 來源   |
| ---- | ------ | --------------------------------------- | ------------ | ---- | ------ |
| 2022 | 土星獎 | 最佳恐怖電視劇：廣播網或有線 （英語：Saturn Award for Best Horror Television Series） | 《夢魘絕鎮》 | 提名 | [ 21 ] |
| 2022 | 土星獎 | 最佳廣播網或有線電視劇男主角 （英語：Saturn Award for Best Actor on Television） | 哈羅·佩里紐  | 提名 | [ 21 ] |

## 外部連結
- 互联网电影数据库（IMDb）上《夢魘絕鎮》的资料（英文）
- 豆瓣电影上《夢魘絕鎮》的資料 （简体中文）
- 爛番茄上《夢魘絕鎮》的資料（英文）
- Metacritic上《《夢魘絕鎮》》的資料